# 찰리 컨트리맨
《찰리 컨트리맨》(영어: Charlie Countryman, 이전 제목 영어: The Necessary Death of Charlie Countryman)은 2013년 공개된 미국과 루마니아의 로맨틱 드라마 영화이다. 프레드리크 본드의 연출 데뷔작이며, 맷 드레이크가 각본을 썼다. 샤이아 러버프, 에번 레이철 우드, 마스 미켈센, 틸 슈바이거, 오브리 플라자, 루퍼트 그린트 등이 출연하였다.
2013년 1월 21일 제29회 선댄스 영화제에서 전 세계 최초로 상영되었으며, 제63회 베를린 국제 영화제 경쟁작이었다. 11월 15일 미국에서 개봉하였다.

## 줄거리
시카고 토박이 찰리 컨트리맨 앞에 돌아가신 어머니 영혼이 나타나 부쿠레슈티로 떠날 것을 권유한다. 부쿠레슈티행 비행기 안에서 찰리는 시카고 컵스 경기를 관람하고 돌아가는 루마니아인 옆자리 승객 빅토르와 알게 된다. 몇 시간 뒤 빅토르는 수면 중에 사망하고 빅토르의 영혼은 딸에게 선물과 유언을 전달해달라고 부탁한다. 찰리는 빅토르의 딸 가비와 만나자마자 반하지만 가비에겐 위험천만한 전 남편 나이절이 있다.

## 출연
- 샤이아 러버프 - 찰리 컨트리맨 역
- 에번 레이철 우드 - 가브리엘라 "가비" 이바네스쿠, 첼로 연주자 역
- 마스 미켈센 - 나이절 역
- 틸 슈바이거 - 다르코, 스트립 클럽 운영자 역
- 루퍼트 그린트 - 칼, 호스텔 룸메이트 역
- 제임스 버클리 - 루크, 호스텔 룸메이트 역
- 이온 카라미트루 - 빅토르 이바네스쿠 역
- 빈센트 도노프리오 - 빌 역
- 멀리사 리오 - 케이트 컨트리맨 역
- 안드레이 핀티 - 벨라 역, 지휘자 역
- 가브리엘 슈파히우 - 택시 운전사 역
- 오브리 플라자 - 애슐리 역
- 버네사 커비 - 펄리시티, 승무원 역
- 존 허트 - 해설 (선댄스 상영 편집판)

## 기타 제작진
- 라인 제작: 파트리치아 포이에나루
- 협력 제작: 마크 버쿠너스, 도미닉 루스탐
- 배역: 존 허버드
- 미술: 조엘 콜린스
- 의상: 제니퍼 존슨
- 헤어: 러티샤 게나
- 음향 감독: 알렉산드라 퍼먼
- 특수 효과 감독: 닉 올더, 아드리안 포페스쿠
- 시각 효과 감독: 오스카르 라르손, 프레드리크 노르드
- 제작 관리: 테오 보스타니카
- 조감독: 마크 테일러